# Provincia di Bellavista
La provincia di Bellavista è una provincia del Perù, situata nella regione di San Martín.

## Geografia antropica

### Suddivisioni amministrative
È divisa in 6 distretti:
- Alto Biavo
- Bajo Biavo
- Bellavista
- Huallaga
- San Pablo
- San Rafael